# Dicladispa compacta
Dicladispa compacta es una especie de insecto coleóptero de la familia Chrysomelidae.
Fue descrita científicamente en 1908 por Gestro.